# Žatecký Gus
Žatecký Gus — російське легке пиво типу Pilsner. У Росії виробляється компанією Baltika Breweries — членом Carlsberg Group, в Україні на заводах компанії Carlsberg Ukraine. Назва пива посилається на традицію жатецького хмелю, який додають до пива. Пиво продається в країнах колишнього Радянського Союзу. Також доступне у Чехії — наприклад, у гіпермаркетах Tesco. Хоча це російський продукт, він представлений як традиційне чеське пиво; його назва завжди пишеться латинкою та в рекламах говорять чеською (з російським акцентом).
Це пиво було вперше представлено на російському ринку в 2009 році. Пізніше з'явилося в Україні та інших країнах.